# Институт реакторных материалов
«Институт реакторных материалов» (АО «ИРМ») — российский атомный центр, находящийся на Урале и имеющий материаловедческий профиль. Принадлежит госкорпорации «Росатом». Институт начал свою деятельность в 1966 году — в апреле этого года был осуществлен физический пуск реактора ИВВ-2. Расположен институт в городе Заречном на Урале, в 50 км восточнее г. Екатеринбурга, на территории первой очереди Белоярской АЭС.

## Основные направления деятельности
- проведение реакторных испытаний материалов и конструкций ядерных энергетических установок в стационарных и маневренных режимах;
- проведение предреакторных и послереакторных материаловедческих исследований по определению служебных свойств материалов элементов и конструкций активных зон ядерных и термоядерных установок;
- проведение исследований по физике твердого тела;
- проведение аналитических исследований с использованием ядерно-физических методов;
- производство радиоактивных изотопов.